# James Michael McAdoo
James Michael McAdoo (Norfolk, 4 de janeiro de 1993) é um jogador norte-americano de basquete profissional que atuou pelo Golden State Warriors. Não foi draftado em 2014, entrando via Summer League.